# محاصره اورشلیم (۷۰ میلادی)
تنگنای اورشلیم در سال ۷۰ میلادی رویدادی سرنوشت ساز در نخستین جنگ یهودیان و رومیان بود که در آن ارتش روم شهر اورشلیم را تصرف کرد و هم شهر و هم پرستش‌گاه آن را ویران کرد. ارتش روم، به رهبری امپراتور آینده تیتوس و با همراهی فرمانده دوم، تیبریوس ژولیوس الکساندر، شهر اورشلیم را که از سال ۶۶ میلادی زیر کنترل شورشیان یهودی بود و پس از شورش‌های سال ۶۶ اورشلیم، زمانی که دولت موقت یهود در اورشلیم تشکیل شد، محاصره و فتح کرد.
تنگنای شهر در ۱۴ آوریل ۷۰ م، سه روز قبل از آغاز عید فصح در همان سال آغاز شد. این تنگنا حدود چهار ماه به طول انجامید و در اوت ۷۰ م در تیشا بئاو با آتش زدن و تخریب پرستش‌گاه دوم به پایان رسید. سپس رومی‌ها وارد شهر سفلی شدند و آن را غارت کردند. طاق تیتوس، که هنوز در رم پابرجاست، در یادبود این فتح ساخته شده‌است. فتح شهر تقریباً در ۸ سپتامبر ۷۰ م به پایان رسید.
یوسف فلاوی، تاریخ تنگنا را در سال دوم وسپاسیان که مربوط به سال ۷۰ گاهشماری دوران مشترک است، می‌داند.

## در هنرهای پسین
جنگ در یهودیه، به ویژه تنگنا و ویرانی اورشلیم، طی سده‌ها الهام‌بخش نویسندگان و هنرمندان بوده‌است. برخی از این آثار هنری عبارت‌اند از:
- تنگنای اورشلیم شعر سده چهاردهم انگلیسی.[۵]
- نقاشی ویرانی پرستش‌گاه اورشلیم توسط نیکولاس پوسین (۱۶۳۷). روغن روی بوم، ۱۴۷ × ۱۹۸٫۵ سانتی‌متر. موزه Kunsthistorisches، وین.
- نابودی اورشلیم توسط تیتوس نقاشی ویلهلم فون کولباخ (۱۸۴۶). روغن روی بوم. تصویری تمثیلی از ویرانی اورشلیم، که به طرز چشمگیری متمرکز بر چهره کاهن اعظم است.[۶]
- تنگنا و ویرانی اورشلیم توسط رومیان تحت فرماندهی تیتوس نقاشی دیوید رابرتز (۱۸۵۰). روغن روی بوم، سوزاندن و غارت اورشلیم توسط ارتش روم تحت فرماندهی تیتوس را به تصویر می‌کشد.[۷]
- تخریب پرستش‌گاه اورشلیم نقاشی فرانچسکو هایز (۱۸۶۷). روغن روی بوم. تخریب و غارت پرستش‌گاه دوم توسط ارتش روم را به تصویر می‌کشد.[۸]